# Гаврилова Поляна
Гаврилова Поляна — посёлок в Волжском районе Самарской области в составе сельского поселения Рождествено.

## География
Находится на востоке Самарской Луки на правом берегу Волги напротив Самары.

## История
Возник в конце XIX века. В 1930-х года здесь первоначально планировалось строительство Куйбышевской ГЭС. С 1939 по 1954 года в посёлке располагался отдельный лагпункт "Нефтестройлага" (ОЛП № 1 для больных и инвалидов). Ныне в посёлке идёт строительство скита Заволжского Свято-Ильинского женского монастыря. С 1956 по 1993 год работала психиатрическая больница.

## Население
Постоянное население составляло 101 человек (русские 73%) в 2002 году, 302 в 2010 году.

## Достопримечательности
Кладбище заключённых инвалидного ОЛП № 1 "Нефтестройлага". Расположено у подножия горы Белая (Белуха) национального парка "Самарская Лука" в 500 м южнее посёлка.